# اوچ‌تپه (اسکو)
اوچ‌تپه یکی از روستاهای استان آذربایجان شرقی است که در دهستان گنبر بخش مرکزی شهرستان اسکو واقع شده‌است.این روستا ۷۰ نفر جمعیت دارد.